# Robert Jemison van de Graaff
Robert Jemison van de Graaff (Tuscaloosa, 20 de dezembro de 1901 — Boston, 16 de janeiro de 1967) foi um físico estadunidense e criador de instrumentos da Universidade de Princeton.
Formado na Universidade do Alabama, onde recebeu o título de Bacharel em engenharia mecânica, Graaff se dedicou a diversos estudos na área de exatas. Ele estudou em Paris entre os anos de 1924 e 1925, e entrou para a Universidade de Oxford, na Inglaterra, onde se formou em física e recebeu seu doutorado.
Dentre seus trabalhos, o que mais se destacou e deu-lhe fama, foi um gerador eletrostático que ganhou seu nome, chamando-se Motor de Van de Graaff. Este motor podia armazenar cargas de até 7 000 000 volts em seus terminais.

## Gerador de Van de Graaff
No interior do Gerador de Van de Graaff, a Correia Móvel está acoplada a uma Roldana de Plástico. Quando o Motor aciona a Roldana, a Correia fricciona a Roldana de Plástico, transferindo Cargas Negativas para ela. Enquanto o Motor continua a acionar a Roldana, as Cargas Negativas na Roldana acumulam-se e induzem Cargas Positivas na Escova de Metal de forma afiada. O Campo Elétrico, entre a Roldana e a Escova, aumenta e o ar à volta da Escova Ioniza-se. As Cargas Positivas das moléculas de ar são repelidas da Escova e transferidas para a superfície da Correia. Estas Cargas Positivas são a seguir transportadas para dentro da cavidade da Esfera de Metal, que se chama Abóbada, e transferidas, a partir da Escova de Metal de forma afiada, para a Abóbada Esférica, através da Ionização do ar. Este processo permite acumular uma grande quantidade de Cargas Positivas na superfície da Abóbada Esférica e o seu potencial aumenta.

Esquema do Gerador de Van de Graaff

## Biografia

### Anos 1920
Descendente de holandeses, Robert estudou em escola pública e após na Universidade do Alabama, onde recebeu o título de Bacharel, em 1922, e Mestre, em 1923. Ambos em engenharia mecânica.
Depois de graduado na universidade, ele trabalhou para a Alabama Power Company, por um ano, como assistente de pesquisa. Estudou em Paris, em 1924 e 1925, onde participou de conferências de Marie Curie sobre radiação. Em 1925, entrou na Universidade de Oxford, na Inglaterra, como bolsista. Em Oxford, recebeu o título de Bacharel em Física, em 1926, e o de Doutor, também em Física, em 1928.
Enquanto estava em Oxford tornou-se um entusiasta dos experimentos relacionados à física nuclear, assim como Ernest Rutherford, que acreditava que as partículas poderiam ser aceleradas a velocidades suficientemente grandes para que o núcleo atômico se desintegrasse. Através da desintegração dos núcleos atômicos, muito pôde ser descoberto a respeito da natureza individual dos átomos. Devido a isso Robert via um acelerador de partículas como algo importante.
Em 1929, van de Graaff retornou aos Estados Unidos para participar do Laboratório de Física Palmer na Universidade de Princeton. No fim do ano ele construiu o primeiro modelo de gerador eletrostático onde alcançou 80 000 volts, o qual ficou também conhecido como gerador de Van de Graaff. Melhoras foram feitas ao modelo primário em Novembro de 1931, em um jantar inaugural do Instituto Americano de Física. Durante a demonstração do aparelho alcançaram-se 1 000 000 de volts.

### Anos 1930
Quando Karl Compton tornou-se presidente do Instituto de Tecnologia de Massachusetts (MIT), van de Graaff foi convidado a fazer parte do mesmo como pesquisador. Van de Graaff construiu sua primeira grande máquina em um hangar para aviões em South Dartmouth, Massachusetts. A máquina utilizava duas esferas de alumínio polido, cada uma com 4,5 metros,  montadas sobre colunas de 7,5 metros. As colunas foram montadas sobre vagões de trem, o que as elevou a uma altura de 13 metros. A máquina foi "estreada" em 28 de novembro de 1933, e era capaz de produzir 7 000 000 volts. Este acontecimento foi reportado pelo jornal New York Times, em 29 de novembro em uma história intitulada "Man Hurls Bolt of 7 000 000 Volts". Em 1937, a máquina foi removida para uma área pressurizada do MIT.
John Cockcroft e Ernest Walton, do Laboratório Cavendish na Inglaterra, conseguiram construir um acelerador de partículas em 1932. Esse aparato usava múltiplos circuitos para produzir a tensão necessária para um acelerador de partículas. Ele era imenso, complicado e de tensão limitada. Ao contrário da máquina de Cockcroft-Walton, o aparelho de van de Graaff era simples, compacto e de fácil regulagem, além de produzir tensões maiores.
Em 1935, van de Graaff recebeu a patente por sua invenção. Uma utilidade médica do aparelho Van de Graaff foi produzir raios X para remediar tumores cancerígenos com a precisa penetração de radiação, a qual foi utilizada pela primeira vez em 1937, na Escola de Medicina de Harvard.
Em 1936, van de Graaff se casou com Catherine Boyden. Tiveram dois filhos, John e William.

### Segunda Guerra Mundial e pós-guerra
Durante a Segunda Guerra Mundial, Van de Graaff foi diretor do Projeto Radiográfico de Alta tensão. Junto com William W. Buechner, direcionou a adaptação do gerador eletrostático para uma verificação radiográfica precisa dos canhões da Marinha Estadunidense.
Depois da guerra, em 1945, Van de Graaff recebeu um auxílio da Fundação Rockefeller para que desenvolvesse um bom acelerador de partículas no MIT. Em 19 de dezembro de 1946, Van de Graaff e Trumph, formaram a Corporação de Engenharia de Alta tensão (HVEC), em Burlington, no estado de Massachusetts. O intuito da HVEC era produzir comercialmente aceleradores de partículas. Denis M. Robinson, um professor de engenharia elétrica da Inglaterra, tornou-se presidente desta corporação. John Trumph tornou-se diretor técnico, e Van de Graaff tornou-se o físico chefe e membro do conselho administrativo. HVEC tornou-se líder no fornecimento de geradores eletrostáticos usados no tratamento de câncer, na indústria radiográfica e para o estudo da estrutura nuclear do átomo. Em 1947, van de Graaff recebeu a Medalha Duddell da Sociedade de Física da Grã-Bretanha.
O princípio de funcionamento do acelerador de Van de Graaff era o seguinte: uma partícula carregada negativamente é direcionada a um terminal carregado positivamente. Enquanto a partícula passa pelo terminal, elétrons são retirados desta partícula. Isso faz com que a partícula torne-se positivamente carregada e então caminhe no sentido contrário do terminal que está carregado positivamente também. Quando ícones pesados como do ouro e urânio são usados, cerca de 25 a 30 elétrons podem ser removidos.

### Anos 1950 e 60
No fim dos anos 1950, Van de Graaff inventou um transformador separador de núcleo. Esse transformador gerava alta tensão usando fluxo magnético ao invés de carregamento elétrico. Usando aceleradores de partículas os físicos puderam acumular muitas informações a respeito de desintegrações e reações nucleares. Esses dados levaram às sofisticadas teorias da estrutura do núcleo do átomo.
Van de Graaff permaneceu como professor do MIT até 1960, quando abandonou a universidade e decidiu dedicar-se a si mesmo e à empresa HVEC. Em 1966 foi recompensado com o Prêmio Tom W. Bonner pela sua contribuição ao desenvolvimento do gerador eletrostático e pelo acelerador de partículas.
Robert Jeminson Van de Graaff morreu na manhã de 16 de janeiro de 1967, em Boston, aos 65 anos.

## Educação
- Mestrado em engenharia mecânica (1923) — Universidade do Alabama
- Doutoramento em física (1928) — Universidade de Oxford

## Publicações
- "A 1,500,000 Volt Electrostatic Generator". Physical Review, Volume 38, 1931.
- "The Electrostatic Production of High Voltage for Nuclear Investigations". Massachusetts Institute of Technology. 1932.
- "Electrostatic Generators for the Acceleration of Charged Particles". Progress in Physics, Volume 11, 1948.
- "Irradiation of Biological Materials by High-Energy Roentgen Rays and Cathode Rays". Journal of Applied Physics, Volume 19, 1948.
- "Tandem Electrostatic Accelerators". Nuclear Instruments and Methods, Volume 8, 1960.
- "Electrostatic Acceleration of Very Heavy Ions, with Resulting Possibilities for Nuclear Research". Bulletin, American Physical Society, August 29, 1966.